# Sibanicú
Sibanicú es un pueblo y municipio de la provincia de Camagüey, en Cuba. Está situada entre las ciudades de Camagüey y Las Tunas.

## Demografía
En 2017, el municipio de Sibanicú tenía una población de 30 470 habitantes. Con un área total de 736 km² (284 sq mi), y una densidad poblacional de 42.3/km² (110/sq mi).